# جيمس دافيسون هنتر
جيمس دافيسون هنتر (بالإنجليزية: James Davison Hunter)‏ هو عالم اجتماع أمريكي، ولد في 1955.